# Oresbius tsugae
Oresbius tsugae là một loài tò vò trong họ Ichneumonidae.